# وزارة الخارجية (تايوان)
وزارة الخارجية لجمهورية الصين (تايوان) هي وزارة تابعة لجمهورية تايوان تُدار كهيئة لصنع السياسة على مستوى مجلس الوزراء منذ عام 1928. هدف الوزارة الأساسي هو تعزيز وتوسيع وإدارة الشؤون الخارجية الثنائية مع الدول الأخرى.